# Cyclorana
A Cyclorana a kétéltűek (Amphibia) osztályába a békák (Anura) rendjébe és a levelibéka-félék (Hylidae) családjába tartozó nem.
Egyes rendszerezések az ide tartozó fajokat a Litoria nembe sorolják.

## Rendszerezés
A nemhez az alábbi 13 faj tartozik.
- Cyclorana alboguttata
- Cyclorana australis
- Cyclorana brevipes
- Cyclorana cryptotis
- Cyclorana cultripes
- Cyclorana longipes
- Cyclorana maculosa
- Cyclorana maini
- Cyclorana manya
- Cyclorana novaehollandiae
- Cyclorana platycephala
- Cyclorana vagitus
- Cyclorana verrucosa